# Neuronski kalcijumski senzor-1
Neuronski kalcijumski senzor-1 (NCS-1, frekveninski homolog (Drozofila)) je protein koji je kod ljudi kodiran  genom. Ovaj protein reguliše fosforilaciju G protein spregnutih receptora u kalcijum zavisnom maniru. On može da zameni kalmodulin.
NCS-1 je član familije neuronskih kalcijumskih senzora.. Ovi protein deluju kao kalcijum-miristoil prekidači, i sadrže EF ruka domen. Ovaj kalcijum vezujući protein je originalno bio otkriven kod mušice Drosophila melanogaster i nazvan je frekvenin (Frq). Drosophila mutanti bez frq gena ispoljavaju otežano otpuštanje neurotransmitera i pojačan rast terminalnih nerva. Poznato je da NCS-1 učestvuje u procesu učenja i formiranja memorije kod  i sisara. NCS-1 je kalcijumski senzor koji ne deluje kao pufer kalcijuma (helator). On je protein sa visokim afinitetom i niskim kapacitetom za kalcijum.

## Struktura
sadrži četiri EF-ruka motiva. Svaki motiv ima petlju dugu 12 aminokiselina.

## Spoljašnje veze
- proteini